# Resolutie 2337 Veiligheidsraad Verenigde Naties
Resolutie 2337 van de Veiligheidsraad van de Verenigde Naties werd op 19 januari 2017 met unanimiteit aangenomen door de VN-Veiligheidsraad. Middels deze resolutie stond de Veiligheidsraad achter de beslissing van de Afrikaanse Unie (AU) en de Economische Gemeenschap van West-Afrikaanse Staten (ECOWAS) om Adama Barrow te erkennen als de nieuwe president van Gambia. De zittende president Yahya Jammeh probeerde immers vast te houden aan de macht, en ging daarmee in tegen de grondwet van zijn land.
De voorsteltekst was de dag tevoren ingediend door Senegal, en hield in dat de Veiligheidsraad de ECOWAS zou toestaan alle middelen te gebruiken om Jammeh tot aftreden te dwingen. Die harde taal werd vervolgens afgezwakt tot "steun aan diens inspanningen om eerst en vooral via politieke weg de wil van het volk te doen respecteren", omdat landen als Rusland, Egypte en Bolivia tegen militair ingrijpen waren.

## Standpunten
Verschillende lidstaten van de Veiligheidsraad spraken hun steun uit aan de bemiddeling door de ECOWAS en de AU, en riepen de uitgaande president op om de verkiezingsuitslag te respecteren. Een aantal wezen er ook op dat de resolutie niet inhield dat ook militair ingrijpen zou worden gesteund. China en Egypte stelden dat de steun aan het standpunt van de ECOWAS en de AU in lijn was met het "Afrikaanse oplossingen voor Afrikaanse problemen"-beleid.
Sommigen vonden dat de onderhandelingen over de resolutie overhaast waren. Onder meer Uruguay had liever meer discussie gevoerd. De Ethiopische vertegenwoordiger wees erop dat de situatie in Gambia snel verslechterde, en dat er alles aan gedaan moest worden om chaos te vermijden. Zijn Senegalese collega omschreef deze resolutie als de voortzetting van de inspanningen die door de ECOWAS en de VN al waren geleverd om een oplossing te vinden.

## Achtergrond

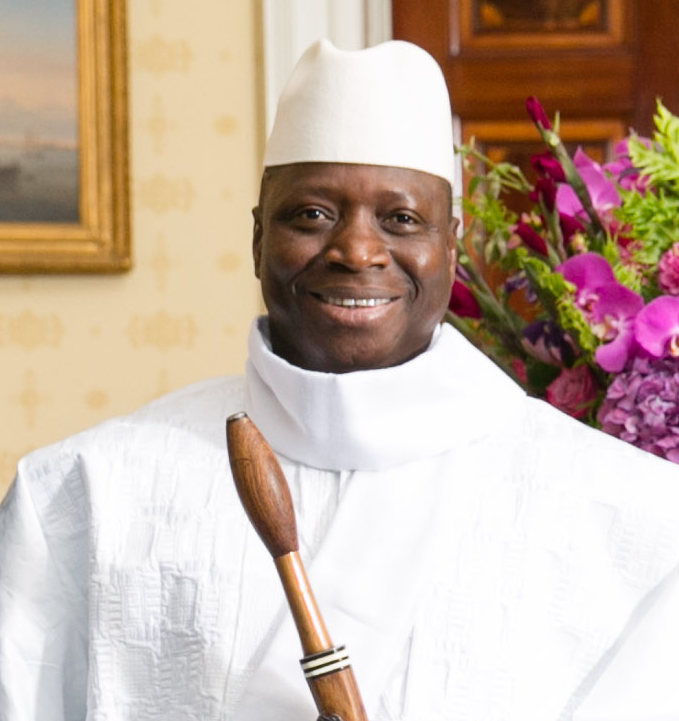
Yahya Jammeh in augustus 2014.

In 1994 kwam luitenant Yahya Jammeh middels een geweldloze staatsgreep aan de macht in Gambia. Hij was vooral populair bij de jeugd, en werd twee jaar later verkozen tot president. Nadien werd hij nog drie maal herkozen, om in december 2016 te verliezen van oppositieleider Adama Barrow.
Dat aanvaardde hij eerst, maar een week later verwierp hij de uitslag naar eigen zeggen omdat uit eigen onderzoek was gebleken dat bij de verkiezingscommissie fraude was gepleegd. Daarom was het leger bij de commissie binnengevallen. Er werd ook massaal leger en politie ingezet in de hoofdstad Banjul. Ruim 45 000 mensen zijn door de onrust gevlucht naar het enige buurland, Senegal. Ook Barrow vluchtte naar Senegal, waar hij op 19 januari werd ingezworen als president op de Gambiaanse ambassade in Dakar. Het leger en de politie zegden hun loyaliteit toe aan de nieuwe president, en ECOWAS-soldaten uit Senegal, Nigeria, Ghana en Togo trokken Gambia binnen. Na gesprekken met de West-Afrikaanse bemiddelaars besloot Jammeh vervolgens alsnog af te treden.

## Inhoud
Op 1 december 2016 was Adama Barrow verkozen als de nieuwe president van Gambia. De dag nadien erkende de vorige president, Yahya Jammeh, deze uitslag. Een week later verwierp hij de uitslag echter alsnog. Op 13 december werd de verkiezingscommissie overgenomen door het leger. Op 18 december 2017 probeerde het parlement Jammehs ambtstermijn met drie maanden te verlengen. Jammeh riep ook de noodtoestand uit.
De Veiligheidsraad veroordeelde deze pogingen om aan de macht te blijven, en men vreesde dat de toestand uit de hand zou lopen. De Vredes- en Veiligheidsraad van de Afrikaanse Unie had op 13 januari 2017 verklaard dat Jammeh vanaf de 19e niet meer als de wettige president van Gambia zou worden erkend. De Veiligheidsraad stond achter de beslissing om Barrow te erkennen als president van Gambia. President Jammeh werd gevraagd om op 19 januari de macht aan hem over te dragen. Het Gambiaanse leger werd gevraagd terughoudend te zijn.
Ook de ECOWAS had gepoogd voor een vreedzame machtsoverdracht te zorgen. President Muhammadu Buhari van Nigeria, voormalig president John Dramani Mahama en speciaal vertegenwoordiger van de VN-secretaris-generaal en hoofd van het VN-kantoor voor West-Afrika en de Sahel (UNOWAS) Mohammed Ibn Chambas bemiddelden in het conflict.
Lijst ·  2337 ·  2338 ·  2339 ·  2340 ·  2341 ·  2342 ·  2343 ·  2344 ·  2345 ·  2346 ·  2347 ·  2348 ·  2349 ·  2350 ·  2351 ·  2352 ·  2353 ·  2354 ·  2355 ·  2356 ·  2357 ·  2358 ·  2359 ·  2360 ·  2361 ·  2362 ·  2363 ·  2364 ·  2365 ·  2366 ·  2367 ·  2368 ·  2369 ·  2370 ·  2371 ·  2372 ·  2373 ·  2374 ·  2375 ·  2376 ·  2377 ·  2378 ·  2379 ·  2380 ·  2381 ·  2382 ·  2383 ·  2384 ·  2385 ·  2386 ·  2387 ·  2388 ·  2389 ·  2390 ·  2391 ·  2392 ·  2393 ·  2394 ·  2395 ·  2396 ·  2397